# Xenismacris
Xenismacris is een geslacht van rechtvleugeligen uit de familie veldsprinkhanen (Acrididae). De wetenschappelijke naam van dit geslacht is voor het eerst geldig gepubliceerd in 1972 door Descamps & Amédégnato.

## Soorten
Het geslacht Xenismacris omvat de volgende soorten:
- Xenismacris aetoma Roberts & Carbonell, 1980
- Xenismacris cyanoptera Gerstaecker, 1889
- Xenismacris filicornis Descamps & Amédégnato, 1972